# Heinkel HD 32
Die Heinkel HD 32 war ein deutsches Schulflugzeug der Ernst Heinkel Flugzeugwerke. Das Kürzel HD steht für „Heinkel Doppeldecker“.

## Entwicklung
Die HD 32 entstand 1925 als Weiterentwicklung des Schulflugzeugs HD 21 und dessen Nachfolgers HD 29. Im Aufbau weitgehend identisch, war sie optisch durch die Verwendung eines Stern- statt eines Reihenmotors, die Reduzierung der Kabinenanzahl von drei auf zwei und veränderte Baldachinstreben von diesen zu unterscheiden. Das Alliierte Luftfahrt-Garantie-Komitee, das für die Einhaltung der nach dem Ersten Weltkrieg auferlegten Beschränkungen des Flugzeugbaus in Deutschland zuständig war, bestätigte am 28. Mai 1925 zusammen mit der HD 29 die zivile Auslegung der Flugzeuge. Bei Heinkel in Warnemünde wurden noch im gleichen Jahr sieben HD 32 mit den Werknummern 228–234 gebaut. Da die Reichswehr im Dezember 1925 den Bedarf von Schulflugzeugen für ein geplantes Rüstungsprogramm auf insgesamt 165 HD 21 und HD 32 bezifferte, wurde auch eine Lizenzfertigung bei der ebenfalls in Warnemünde ansässigen Arado Flugzeugwerke GmbH ins Auge gefasst und dort noch vier Stück mit den Werknummern 16–19 produziert. Der größte Teil der Flugzeuge wurde von der Sportflug GmbH übernommen, deren Fliegerschulen zwar offiziell zivilen Charakter trugen, aber insgeheim für die Ausbildung künftiger Militärpiloten genutzt wurden. Diese gaben sie nach einiger Zeit an die Deutsche Verkehrsfliegerschule und die Deutsche Versuchsanstalt für Luftfahrt ab. Je eine HD 32 ging in den Besitz der Akademischen Fliegergruppen Aachen, Berlin, Darmstadt und Stuttgart über. Drei HD 32 nahmen – mit den unterschiedlichen Triebwerken Sh 11, Sh 12 und Lucifer ausgerüstet – zusammen mit einigen HD 21 am Deutschen Rundflug von 1925 teil.
Eine öffentliche Präsentation der drei Typen HD 21, HD 29 und HD 32 fand zusammen mit der HD 35 am 16. Dezember 1925 auf dem Flugplatz Berlin-Tempelhof statt. Eingeladen waren neben der Presse in- und ausländische Vertreter staatlicher Behörden, deren anwesende Piloten auch die Möglichkeit erhielten, die Modelle vor Ort im Flug zu testen. Letztendlich kam eine größere Serienfertigung aber nicht zustande, so dass es bei den elf gebauten Exemplaren blieb.

## Aufbau
Die HD 32 ist ein einstieliger, verspannter und stark gestaffelter Doppeldecker in Holzbauweise mit Spornfahrwerk.
Rumpf: Der Rumpf besteht aus mit Stahldrähten ausgekreuzten Sperrholzspanten und vier mit Sperrholz verkleideten Längsholmen, die einen viereckigen Querschnitt mit einer Wölbung auf der Oberseite bilden und in eine senkrechte Heckschneide auslaufen. Hinter dem Motor besteht die Beplankung bis zum vor der ersten Kabine befindlichen Brandschott hin aus Aluminiumblech. Das Flugzeug ist mit zwei Kabinen ausgestattet und verfügt über eine Doppelsteuerung, die in der Flugschülerkabine aber leicht ausgebaut werden kann.
Tragwerk: Die Tragflächen sind zweiteilig und bestehen aus einem mit zwei Kastenholmen und Sperrholzrippen versehenen Holzrahmen. Der Unterflügel besitzt eine leichte V-Stellung von 2° während der Oberflügel gerade ausgeführt ist. Die Unterseiten sind zwischen den einzelnen Holmen mit Sperrholz beplankt, die restliche Fläche besitzt eine Stoffbespannung. Die Flügelnase ist ebenfalls aus Sperrholz gebildet. Die Flügel sind untereinander mit N-Stielen verbunden und verspannt, wobei der Oberflügel stark nach vorn gestaffelt ist. Die Baldachin-Verbindung besteht aus I-Stielen. Nur der Oberflügel verfügt über Querruder; in ihm sind auch die Kraftstoffbehälter mit einem Volumen von 140 Litern untergebracht.
Leitwerk: Das Leitwerk ist in Normalbauweise ausgeführt, wobei die Seitenflosse aus einem Holzrahmen mit Sperrholzbeplankung und die Höhenflosse aus einem Stahlrohrrahmen mit Stoffbespannung gebildet wird. Das Höhenruder ist aerodynamische ausgeglichen und zum Rumpf hin mit zwei Streben abgestützt. Sämtliche Ruder sind aus mit Stoff bespanntem Stahlrohr gebildet.
Fahrwerk: Die HD 32 besitzt ein starres Hauptfahrwerk mit durchgehender Achse und Gummiseilfederung. Am Heck befindet sich ein Schleifsporn.

## Technische Daten
| Kenngröße             | Daten (mit Sh 12)                               |
| --------------------- | ----------------------------------------------- |
| Besatzung             | 2                                               |
| Spannweite            | oben 10,5 m unten 9,0 m                         |
| Länge                 | 6,8 m mit Siemens-Motor 6,9 m mit Bristol-Motor |
| Höhe                  | 3,02 m                                          |
| Flügelfläche          | 24,3 m²                                         |
| Rüstmasse             | 520 kg                                          |
| Nutzlast              | 100 kg                                          |
| Zuladung              | 380 kg                                          |
| Startmasse            | 900 kg                                          |
| Antrieb               | ein luftgekühlter Neunzylinder-Sternmotor       |
| Typ                   | Siemens & Halske Sh 12                          |
| Startleistung         | 125 PS (92 kW)                                  |
| Dauerleistung         | 108 PS (79 kW)                                  |
| Kraftstoff            | 140 l                                           |
| Höchstgeschwindigkeit | 140 km/h in Bodennähe                           |
| Reisegeschwindigkeit  | 130 km/h                                        |
| Landegeschwindigkeit  | 70 km/h                                         |
| Steiggeschwindigkeit  | 2,2 m/s                                         |
| Steigzeit             | 7,30 min auf 1000 m Höhe                        |
| Dienstgipfelhöhe      | 3800 m                                          |
| Reichweite            | 600 km                                          |
| Flugdauer             | 4,5 h                                           |